# Skagit County
Skagit County je okres nacházející se na severu amerického státu Washington. Při sčítání lidu v roce 2010 čítala zdejší populace 116 901 obyvatel. Okresním městem i největším městem okresu je Mount Vernon. Název nese okres po indiánském kmenu Skagitů. Okres byl vytvořen v roce 1883 vykrojením z okresu Whatcom.

## Geografie

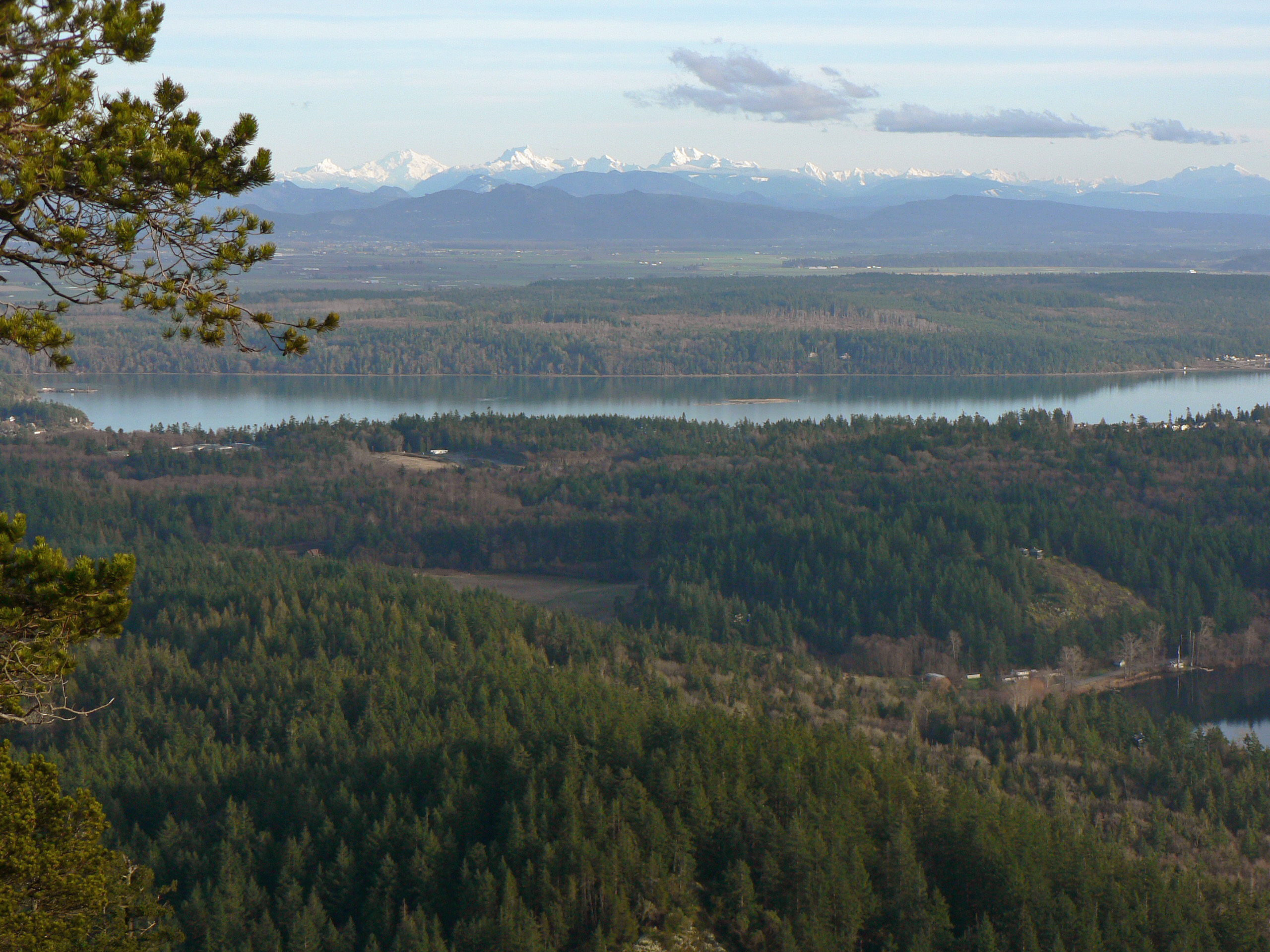
Panorama Kaskádového pohoří z Fidalgova ostrova.

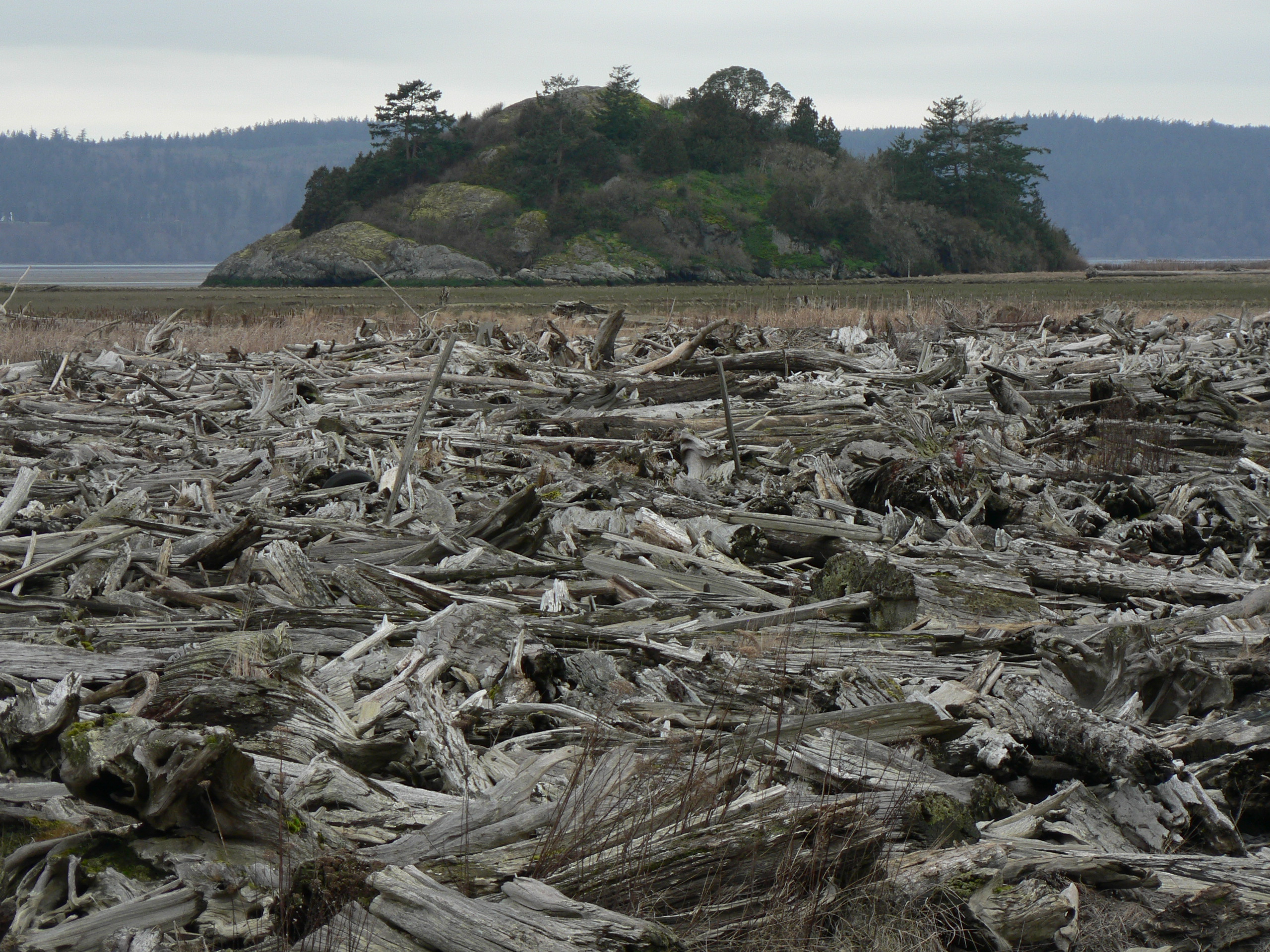
Naplavené dřevo na Jedlovém ostrově.

Okres má rozlohu 4 974 km², z čehož 4 494 km² je pevnina a 480 km² voda.

### Zajímavé body
- Buckner Mountain - nejvyšší bod okresu

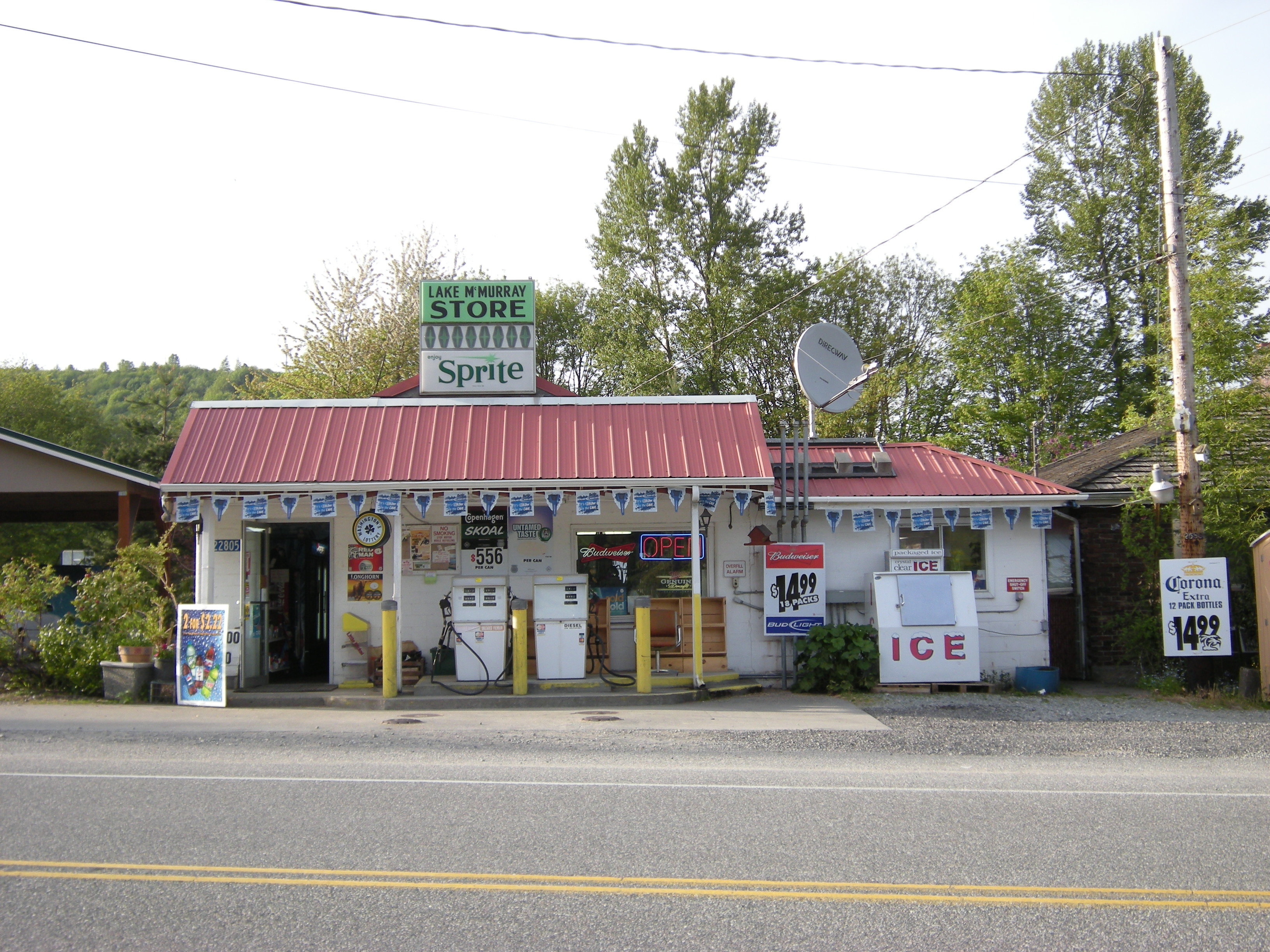
Historický obchůdek v Lake McMurray.

- Cypřišový ostrov
- Fidalgův ostrov
- Guemesův ostrov
- Hartův ostrov
- Jedlový ostrov
- Kaskádové pohoří
- Kiketský ostrov
- ostrov Hope
- ostrov Vendovi
- řeka Sauk
- řeka Skagit
- Samišský ostrov
- Sinclairův ostrov

### Hlavní silnice
- Interstate 5
- Washington State Route 9
- Washington State Route 20

### Sousední okresy
- Whatcom County - sever
- Okanogan County - východ
- Chelan County - jihovýchod
- Snohomish County - jih
- Island County - jihozápad
- San Juan County - západ

### Národně chráněná území
- Národní park Severní Kaskády
- Národní les Mount Baker-Snoqualmie
- Národní rekreační oblast Ross Lake
- Pacific Northwest Trail

## Demografie
Při sčítání lidu v roce 2000 zde žilo 102 979 lidí, hustota osídlení byla 23 obyv./km². Nejčastější rasou byli běloši s 86 %, na druhém místě byli původní obyvatelé a Asiati s necelými dvěma procenty.

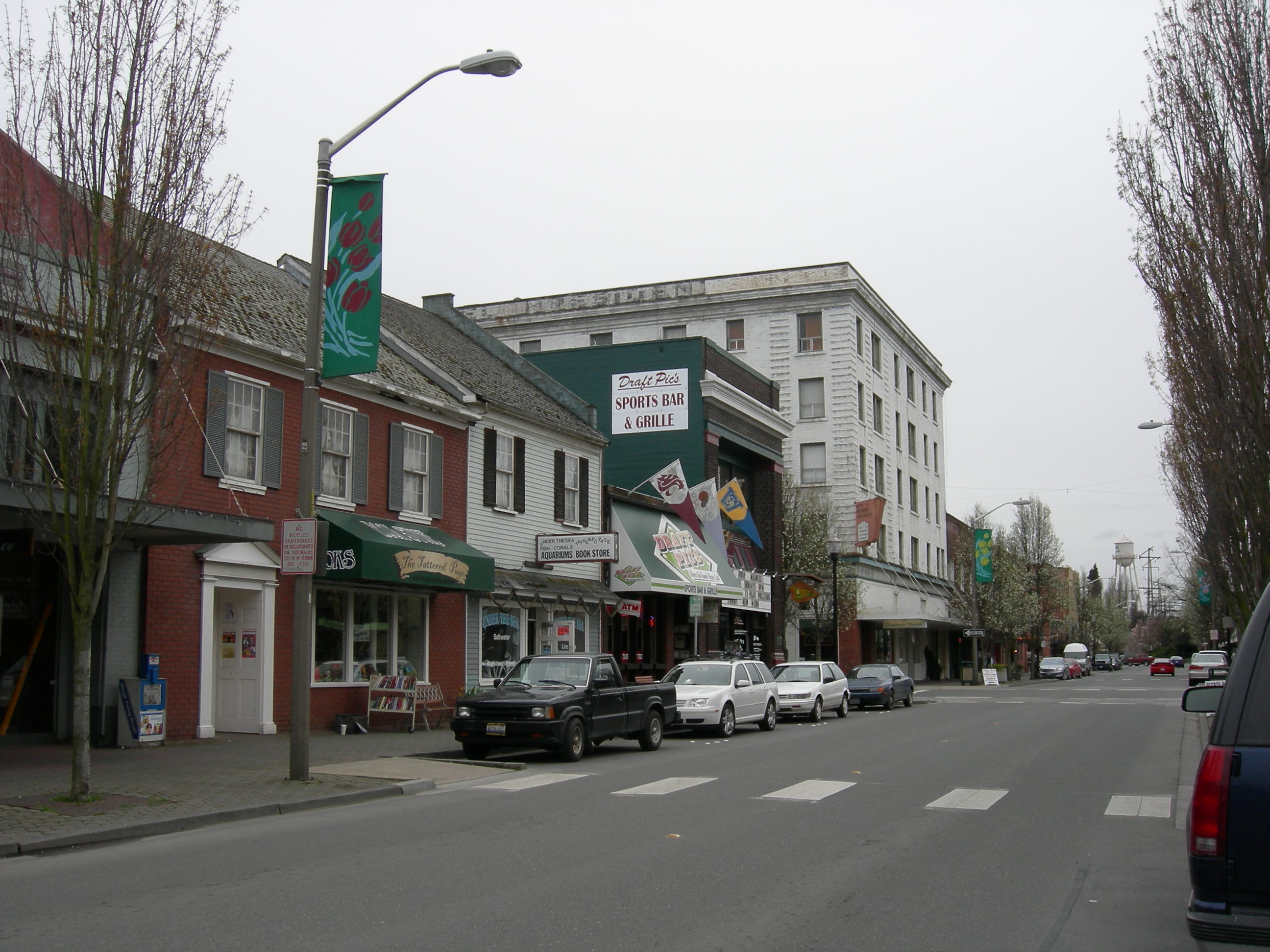
Centrum města Mount Vernon

## Doprava
Hromadnou dopravu v okrese zajišťuje společnost Skagit Transit, která jej také spojuje s Everettem, Bellinghamem, Whidbeyho ostrovem, Caamañovým ostrovem a trajektem také s Güemesovým ostrovem.

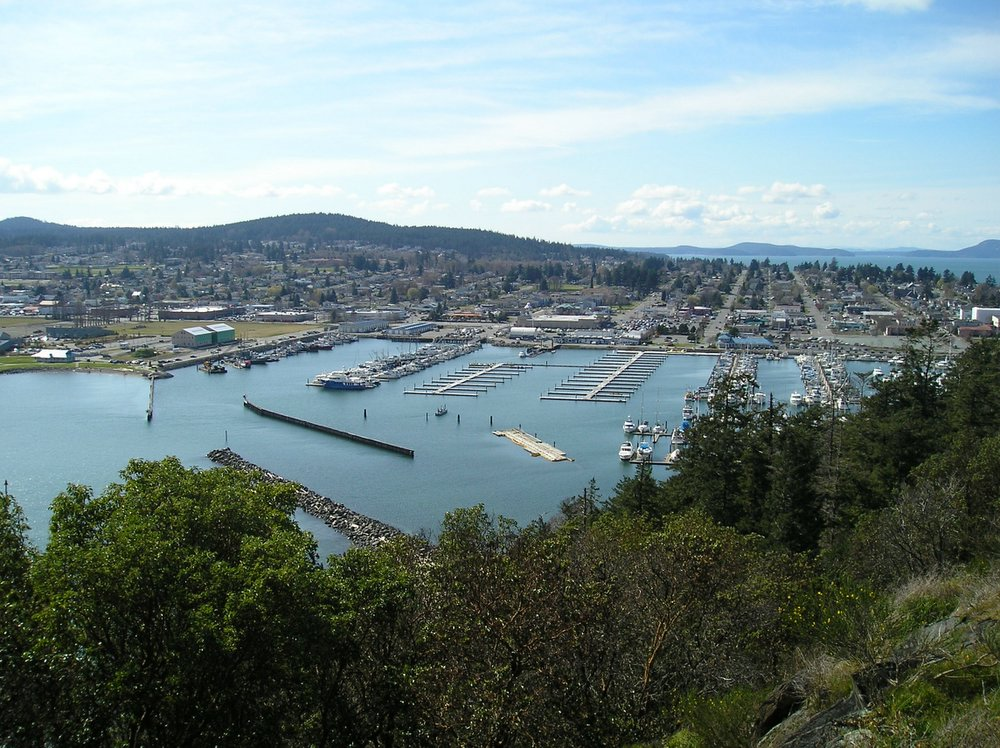
Panorama města Anacortes.

## Města
(Seřazená od největšího k nejmenšímu).
- Mount Vernon
- Anacortes
- Sedro-Woolley
- Burlington
- Concrete
- La Conner
- Lyman
- Hamilton